# Bistum Wollongong
Das Bistum Wollongong (lateinisch Dioecesis Vollongongensis, englisch Diocese of Wollongong) ist eine in Australien gelegene Diözese der römisch-katholischen Kirche mit Sitz in Wollongong, New South Wales. Es wurde am 15. November 1951 aus Gebieten des Erzbistums Sydney gebildet, dem es noch als Suffraganbistum untersteht.

## Bischöfe von Wollongong
- Thomas Absolem McCabe, 1951–1974
- William Edward Murray, 1975–1996
- Philip Wilson, 1996–2000; danach Erzbischof von Adelaide
- Peter Ingham, 2001–2017
- Brian Mascord, seit 2017